# Pierre Laur
Pour les articles homonymes, voir Laur.
Pierre Laur, né le 21 janvier 1960 à Albi, est un acteur, metteur en scène et scénariste français.

## Biographie
C'est à l'âge de 38 ans qu'il commence sa carrière artistique. Avec un bac section scientifique en poche, il s'inscrit au PCEM1. Ses passions musicales le poursuivant, il décide de prendre le chemin de la musicologie. C'est durant ses études à la Faculté de Toulouse le Mirail, qu'il découvre le théâtre au sein du Conservatoire d'art dramatique de la ville de Toulouse. En outre, son diplôme d'éducateur de la fédération française de tennis lui ouvre les portes du Club Méditerranée.
Il se retrouve GO durant quelques saisons et peut assouvir ses passions : la comédie, la musique et le tennis. À la sortie du Club, il se retrouve à Paris et navigue de cabarets en hôtels où ses talents de pianiste de bar lui font découvrir Paris et son monde artistique. En 1998, après un bref passage au Cours Simon, il fait la rencontre du metteur en scène Patrick Bricard (Le « François » de L'Île aux enfants) qui lui confie le rôle de Francet Mamaï dans une adaptation des Lettres de mon moulin pour la compagnie Ecla Théâtre. À partir de ce moment, il ne cessera d'œuvrer en passant du théâtre à la télévision ou au cinéma. En 2007, il mettra ces mêmes Lettres de mon moulin en scène pour le théâtre du Gymnase Marie-Bell. Cette mise en scène lui vaudra de nombreux articles, certains dithyrambiques dans Télérama ou Le Monde.
Oscillant entre la mise en scène, l'écriture ou le jeu, nous le retrouvons aux côtés de Vincent Lagaf' dans une pièce en tournée : "Pourquoi moi ?!"
En juin 2011, il revient au Gymnase pour mettre en scène Nelson Monfort dans une comédie de boulevard Nettoyage de Printemps.

## Théâtre

### Comédien
- 1998 : Les Lettres de mon moulin d'après Alphonse Daudet, mise en scène Patrick Bricard
- 1998 : L'Avare de Molière, mise en scène Daniel Leduc, théâtre de la Porte-Saint-Martin
- 1999 : Le Barbier de Séville de Beaumarchais, mise en scène Édouard Pretet
- 2000 : Ciel ma mère de Clive Exton, mise en scène Éric Peter
- 2001 : Le Malade imaginaire de Molière, mise en scène Patrick Bricard
- 2001 : Sacré Georges d'Alain Gillard, mise en scène Michel Jeffrault
- 2002 : Othello de Shakespeare, mise en scène Jean Max Jalin
- 2002 : Le Médecin malgré lui de Molière, mise en scène Édouard Pretet
- 2003 : Europe de Richelieu, festival de Luçon
- 2004 : Edgard et sa bonne d'Eugène Labiche, mise en scène Josée Laprun
- 2004 : La Locandiera de Carlo Goldoni, festival de Saint-Rémy-de-Provence
- 2009 : Pourquoi moi ?! d'Olivier Lejeune : Gérard Viébou[2]
- 2016 : La femme du boulanger de Marcel Pagnol, mise en scène Jean-Claude Baudracco

### Metteur en scène
- 2005-2007 : Les Lettres de mon moulin d'après Alphonse Daudet, théâtre du Gymnase Marie-Bell[4]
- 2007 : Répétons-nous !, création du festival d'Alba la romaine
- 2010 : En pleine Mer de Sławomir Mrożek
- 2011 : Nettoyage de Printemps d'Olivier-Martial Thieffin et Jean-Michel Wanger, théâtre du Gymnase Marie-Bell[5]

## Filmographie

### Acteur

#### Cinéma
- 2004 : Le Birdwatcher de Gabriel Auer
- 2009 : No pasaran d'Éric Martin et Emmanuel Caussé : Francis Casabone
- 2009 : Le Roi de l'évasion d'Alain Guiraudie (Quinzaine des réalisateurs au Festival de Cannes 2009) : Robert Rapaille
- 2011 : Omar m'a tuer de Roschdy Zem : un gendarme
- 2019 : Antoinette dans les Cévennes de Caroline Vignal

#### Télévision
- 1998 : La Femme du boulanger de Nicolas Ribowski
- 1999 : Tramontane d'Henri Helman
- 1999 : Trilogie marseillaise de Nicolas Ribowski
- 2001 : Le Causse d'Aspignac de Rémy Burkel
- 2004 : La Famille Tadneux de Pierre Laur
- 2004 : La Montagne noire de Jean-Pierre Vergne
- 2004 : La Fuite de Monsieur Monde de Claude Goretta
- 2005 : Caméra cachée : Les Impôts
- 2006 : Massilia Bracassi de Kien Production

### Scénariste
- L'Affaire Balssa
- Marcel Pagnol - Confidence
- Boules
- Juste une pasquinade
- Tartarin de Tarascon (adaptation télévisée)
- Au bout du banc

## Distinctions
- 2005 : Lauréat du Festival « De l'encre à l'écran » de Tours pour le scénario L'Affaire Balssa[6]
- 2009 : Prix spécial du Jury « Meilleur second rôle » au festival Jean Carmet de Moulins